# Tomos

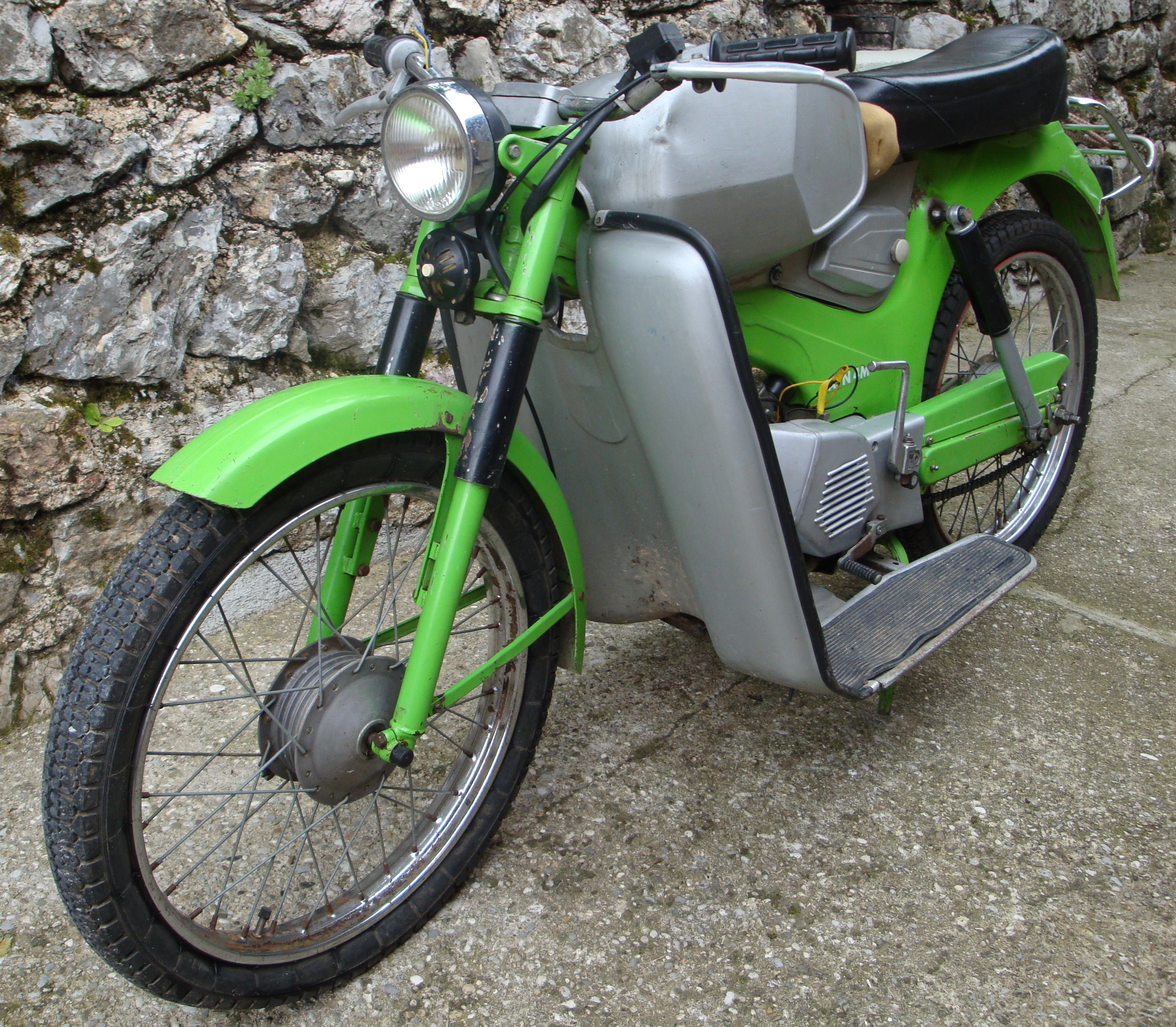
Tomos APN 4M

Tomos, um acrônimo para TOvarna MOtornih koles Sežana (em esloveno: "Companhia Motociclistica Sežana") é uma companhia automotiva e motociclística eslovena. sediada em Koper.

## História
A companhia foi fundada 1954 primariamente como companhia de aço.

## Produtos

### Motos
- Tomos Racing TT
- Tomos Streetmate and Streetmate R

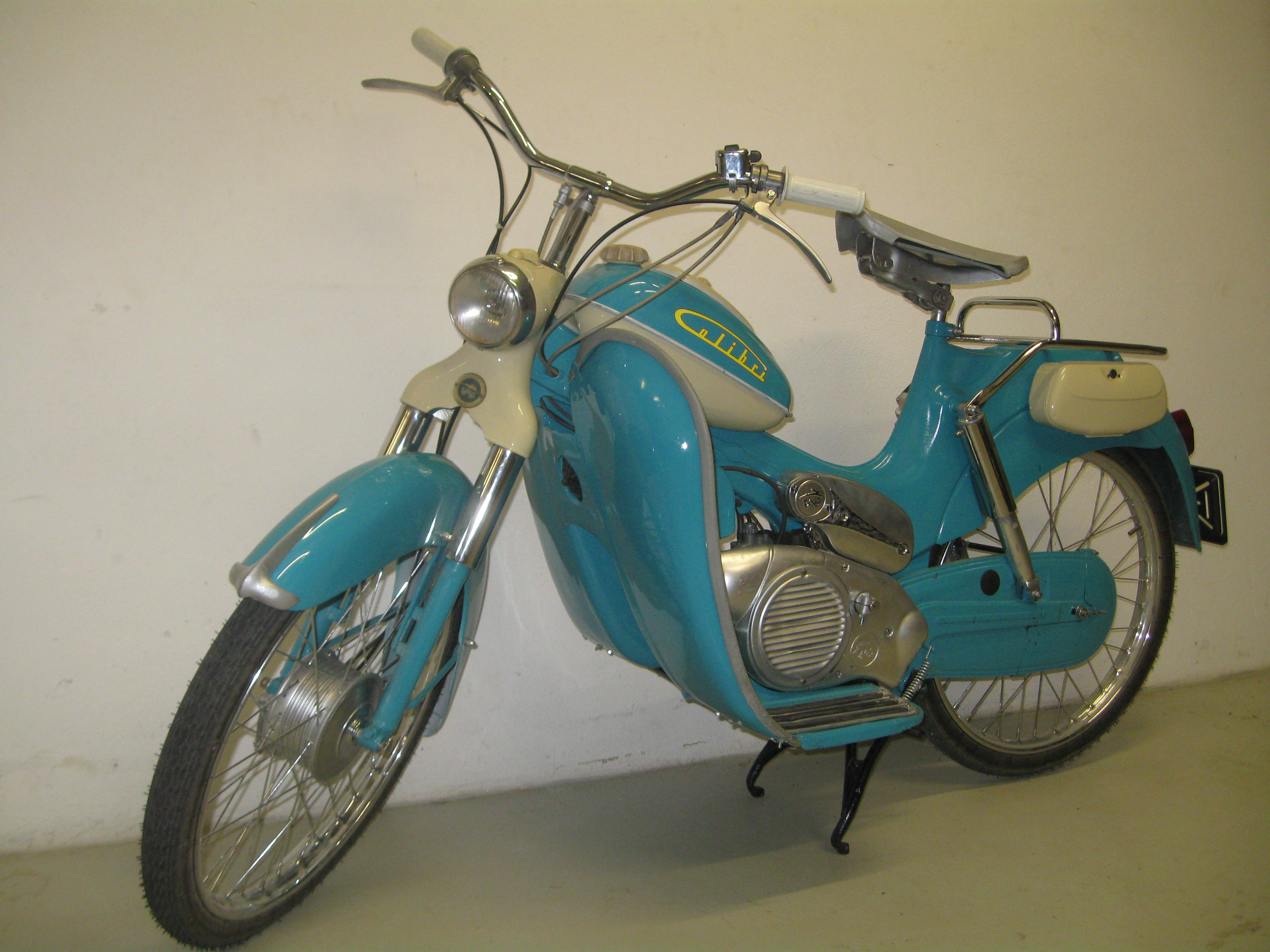
Tomos Colibri 12

- Tomos Arrow and Arrow R (Youngster)
- Tomos Revival
- Tomos ST and Sprint (step-through models)
- Tomos LX (top-tank model)
- Tomos Classic (Japan only)
- Tomos SGS 250
- Tomos Electronic E90
- Tomos Sprint E90
- Tomos CTX 80
- Tomos BT 50
- Tomos TS 50
- Tomos ATX
- Tomos APN-6 Alpino
- Tomos CTX
- Tomos a3
- Tomos a3m
- Tomos a3ms
- Tomos S1 (Netherlands only)

### Supermotos
- Tomos SE 125 F
- Tomos SM 125 Replica Cup

### Motores

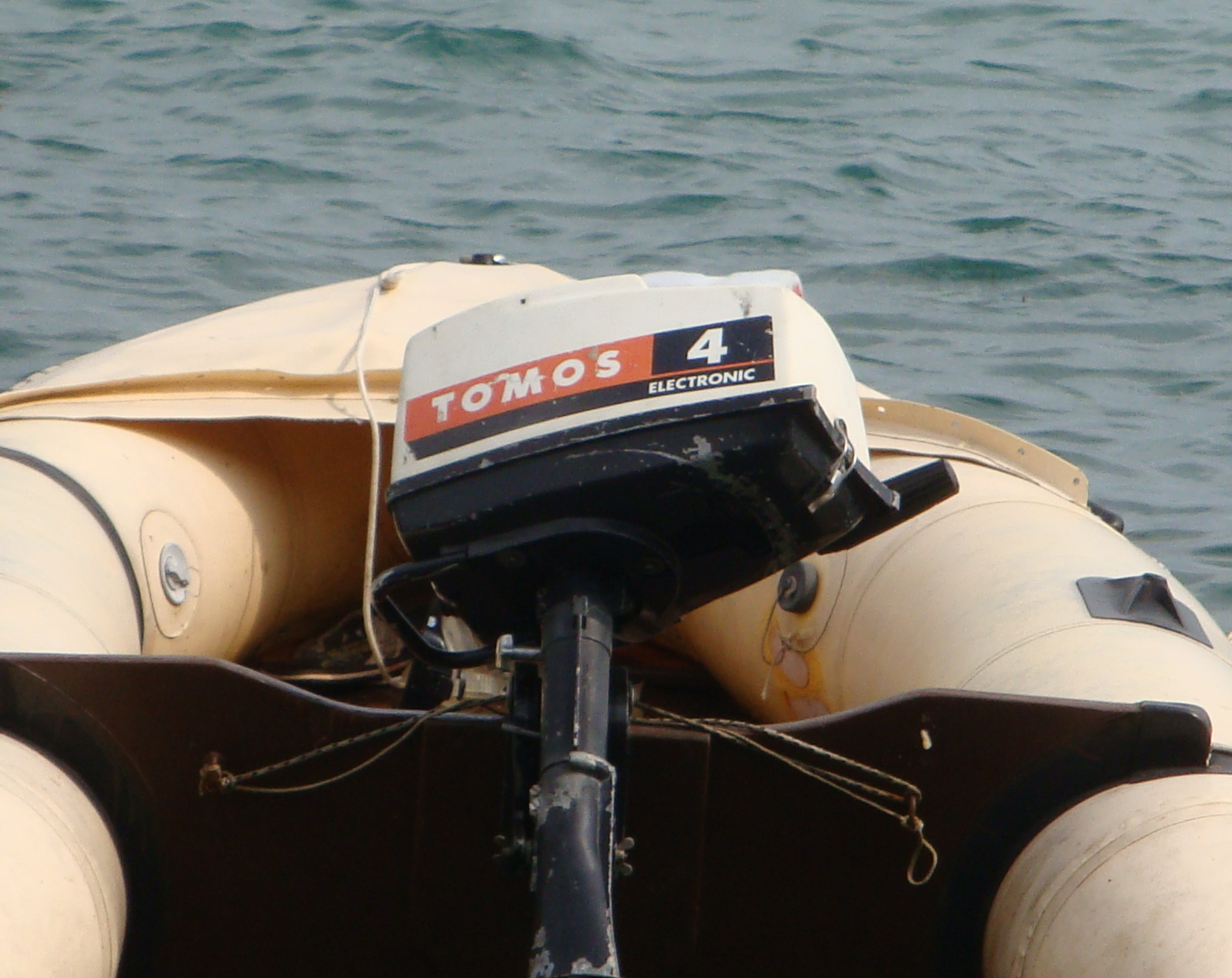
Tomos 4

- Tomos 3.5
- Tomos 4
- Tomos 4.5
- Tomos 4.8
- Tomos 9.9
- Tomos 10
- Tomos 18

### Carros

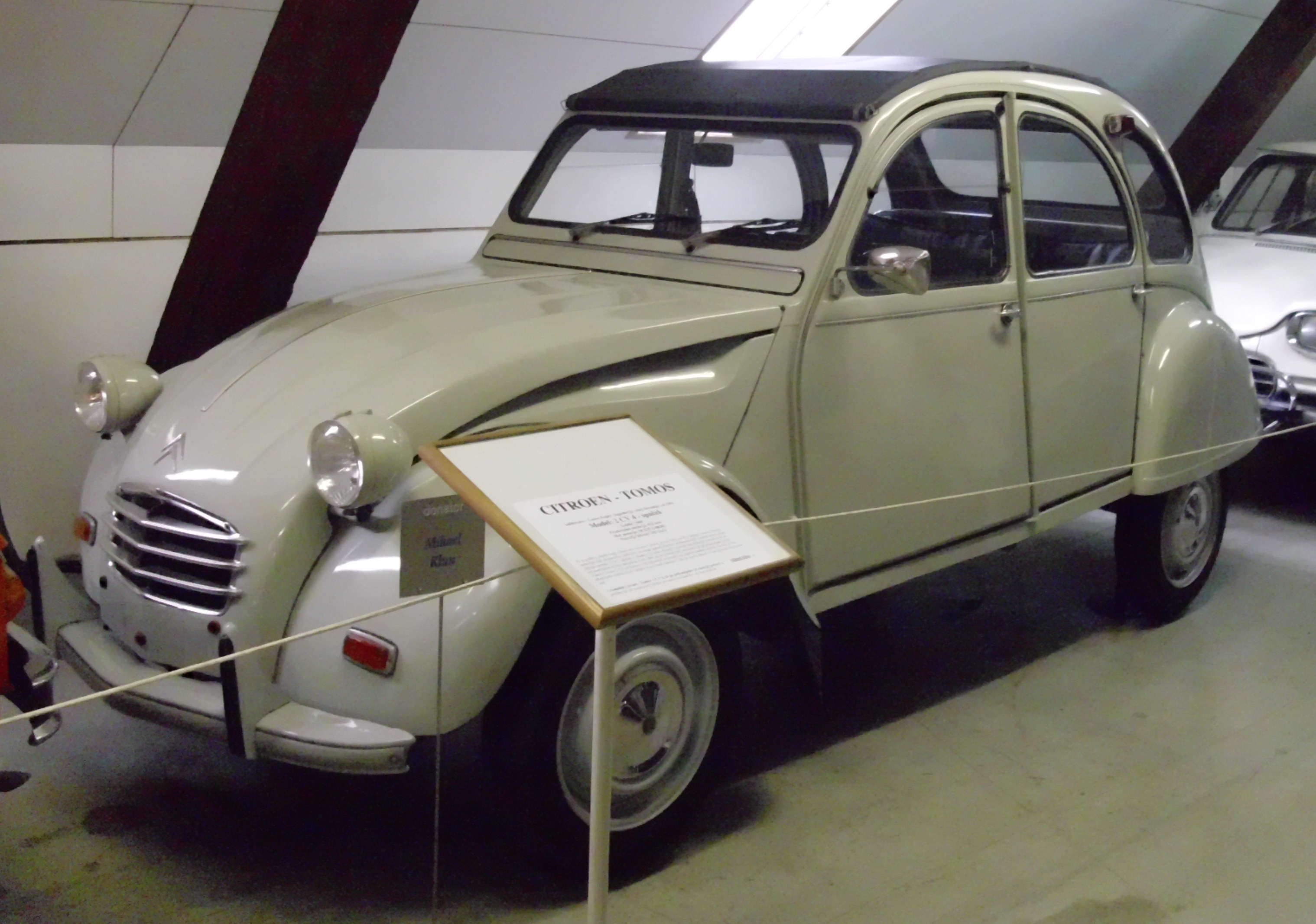
Tomos 2CV

- Tomos - Citroën 2CV "Spaček"
- Tomos - Citroën Ami 6/8/Super
- Tomos - Citroën DS
- Tomos - Citroën HY
- Tomos - Citroën Diana 6
- Tomos - Citroën GS
- Cimos Citroën GA
- Cimos Citroën AX
- Cimos Citroën BX
- Cimos Citroën CX
- Cimos Citroën Visa
- Cimos Citroën C15
- Cimos Citroën C25
- Cimos Citroën C35
- Tomos - Citroën DAK/Geri